# Scoloplos pseudosimplex
Scoloplos pseudosimplex är en ringmaskart som beskrevs av Eibye-Jacobsen 2002. Scoloplos pseudosimplex ingår i släktet Scoloplos och familjen Orbiniidae. Inga underarter finns listade i Catalogue of Life.